# 久保雅
久保 雅（くぼ みやび、1982年11月23日 - ）は、日本の元女子バレーボール選手。

## 来歴
宮崎県都城市出身。2001年、JTマーヴェラス入団。入団直後から度々故障に悩まされるも、悪い流れを断ち切るスーパーサブや、ムードメーカーとしても非常に重宝されている。劣勢時の途中出場や、ワンポイントでの起用で結果を度々残している。
第10回Vリーグ、2004年1月18日福岡大会・NECレッドロケッツ戦、同年1月24日海老名大会・シーガルズ戦において途中出場から結果を残し、翌日25日日立佐和リヴァーレ戦にて初スタメンを勝ち取ると、このシーズン終了までスタメンとして定着する。
第11回Vリーグでは、高木理江の成長により、出場機会に恵まれなかった。
第12回Vリーグでは、監督が一柳昇から寺廻太への交代、高木理江のコンバートもあり、負傷による途中離脱を除き、コンスタントにベンチ入りを果たした。シーズン終了直後の近畿総合選手権では、ゲームキャプテンを任された。
06-07V・プレミアリーグでは、肩の故障で開幕に間に合うかが危惧されたが、何とか開幕戦でベンチ入りを果たす。2007年2月3日佐賀大会・久光製薬スプリングス戦、翌日2月4日福岡大会・トヨタ車体クインシーズ戦において、途中出場から相性のよい絶対的司令塔・竹下佳江を故障で欠く中連日の活躍にて自信をつけると、流れを変えるスーパーサブとしての立場を確立し、準優勝に貢献した。
07-08V・プレミアリーグでは、開幕スタメンを期待されていたが、開幕直前に故障により離脱。2008年3月1日東京大会・NECレッドロケッツ戦にて復帰。だがこの時点では完治に至らず、シーズン終了後に手術に踏み切る。同年9月6日～7日、近畿総合選手権にて約1年ぶりの本格復帰を果たすと、Bチーム主体のチーム構成の中でワンランク上の活躍を見せ、同大会2連覇に貢献した。
08-09V・プレミアリーグでは念願の開幕スタメンに名を連ねた。自身の誕生日である2008年11月23日新潟大会・日立佐和リヴァーレ戦で決定率70%以上の大活躍で自信をつけ、好調をキープした。故障による離脱はあったものの、2009年5月4日、第58回黒鷲旗準々決勝・デンソーエアリービーズ戦において、チームメイトの高木理江、坂下麻衣子らとともに途中出場から大車輪の活躍を見せ、改めて存在感をアピールした。
09-10V・プレミアリーグにおいては、石川友紀、山本愛などの大型補強と自身の故障もありスタメンを外れるも、復帰後すぐに起用されると、2010年2月28日川崎大会・NECレッドロケッツ戦において抜群の存在感を示した。セミファイナルラウンドの2010年4月3日・東レアローズ戦、2010年4月4日・久光製薬スプリングス戦では途中出場から連日結果を残し、ファイナルラウンド進出に大きく貢献した。
2010年5月末日をもって、JTマーヴェラスを退団した。2012年4月から日本大学女子バレーボール部のコーチを務める。
2016年4月より、GSS東京サンビームズのコーチに就任。日本大学女子バレーボール部と兼務しており、2017年度まで務めた。

## 所属チーム
- 有水小
- 有水中
- 宮崎県立都城商業高等学校
- JTマーヴェラス（2001-2010年）

## 背番号
- 16（2001-2004年）
- 13（2005-2006年）
- 4（2007-2010年）